# Оксид ванадия(IV)
Окси́д вана́дия(IV) (также диокси́д вана́дия, двуо́кись вана́дия) — бинарное неорганическое соединение, окись металла ванадия с формулой VO2, чёрно-синие кристаллы, не растворимые в воде, образует кристаллогидраты.

## Получение
- Мягкое восстановление оксида ванадия(V) с помощью, например, оксида углерода(II), оксида серы(IV) или при сплавлении с щавелевой кислотой:

{\displaystyle {\mathsf {V_{2}O_{5}+H_{2}C_{2}O_{4}\ {\xrightarrow {T}}\ 2VO_{2}+2CO_{2}+H_{2}O}}}
- Нагревание оксидов ванадия(III) и ванадия(V) в инертной атмосфере:

{\displaystyle {\mathsf {V_{2}O_{3}+V_{2}O_{5}\ {\xrightarrow {800^{o}C}}\ 4VO_{2}}}}

## Физические свойства
Оксид ванадия(IV) при нормальных условиях образует чёрно-синие кристаллы моноклинной сингонии, пространственная группа P 21/c, параметры ячейки a = 0,5743 нм, b = 0,4517 нм, c = 0,5375 нм, β = 122,61°, Z = 4, d = 4,571 г/см3 (α-форма). Эта форма является антиферромагнетиком с температурой Нееля 345 К.
При температуре 67 или 68  °C происходит переход в β-фазу тетрагональной сингонии, пространственная группа P 41/mnm, параметры ячейки a = 0,454 нм, c = 0,285 нм, Z = 2, d = 4,653 г/см3, тип рутила. Энтальпия перехода 3,1 кДж/моль.
Образует кристаллогидраты:

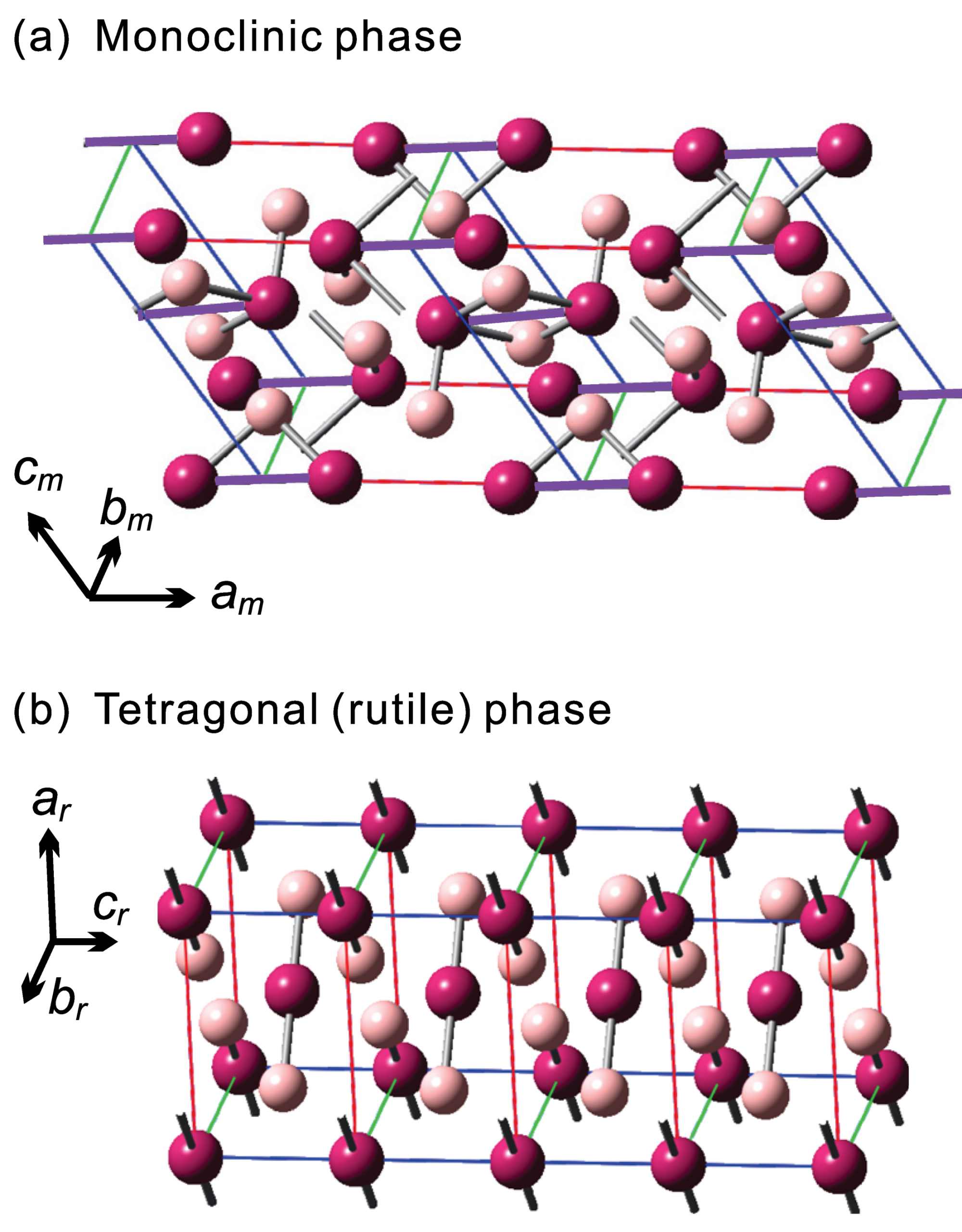
Структура VO_{2} (сверху моноклинная α-фаза, снизу высокотемпературная тетрагональная β-фаза). Атомы ванадия показаны фиолетовым цветом, кислорода — розовым

- VO2·H2O — зелёного цвета, может рассматриваться как VO(OH)2 — гидроксид ванадила или H2VO3 — метаванадиевая кислота;
- VO2·2H2O — синего цвета, может рассматриваться как V(OH)4 — гидроксид ванадия(IV);
- 2VO2·H2O — чёрно-синего цвета;
- 2VO2·7H2O

## Химические свойства
- Реагирует с кислотами с образованием солей ванадила:

{\displaystyle {\mathsf {VO_{2}+2HCl\ {\xrightarrow {}}\ VOCl_{2}+H_{2}O}}}
- Реагирует с щелочами с образованием ванадитов:

{\displaystyle {\mathsf {4VO_{2}+2KOH\ {\xrightarrow {}}\ K_{2}V_{4}O_{9}+H_{2}O}}}
- Восстанавливается водородом:

{\displaystyle {\mathsf {2VO_{2}+H_{2}\ {\xrightarrow {530-600^{o}C}}\ V_{2}O_{3}+H_{2}O}}}
- Реагирует с пероксидом натрия, образуя ванадат(V):

{\displaystyle {\mathsf {2VO_{2}+Na_{2}O_{2}\ {\xrightarrow {}}\ 2NaVO_{3}}}}

## Фазовый переход и проводимость
В диоксиде ванадия при температуре 67  (по другим сведениям 68) °C происходит «фазовый переход полупроводник−металл». При этом происходит скачок удельного сопротивления от 10−6 до 10−1 ом·метр. Меняются также и оптические свойства: показатель преломления падает от 2,5 до 2,0 .

## Применение
Оксид ванадия(IV) применяется в производстве ванадиевых бронз, как полупроводниковый материал для терморезисторов, переключателей элементов памяти, дисплеев, для стеклянных покрытий, которые блокируют инфракрасное излучение.
Поликристаллические плёнки VO2 используют в электронных устройствах, в визуализаторах инфракрасного (ИК) излучения, нелинейно-оптических ограничителях излучения, в качестве сред для записи голограмм, в зеркалах с управляемым коэффициентом отражения.